# Porsche Tennis Grand Prix 1999 - Doppio
Il doppio del torneo di tennis Porsche Tennis Grand Prix 1999, facente parte del WTA Tour 1999, ha avuto come vincitrici Chanda Rubin e Sandrine Testud che hanno battuto in finale Larisa Neiland e Arantxa Sánchez Vicario con il punteggio di 6–3, 6–4.

## Teste di serie
1. Lindsay Davenport /  Martina Hingis (quarti di finale)
2. Olena Tatarkova /  Nataša Zvereva (primo turno)

1. Larisa Neiland /  Arantxa Sánchez Vicario (finale)
2. Lisa Raymond /  Rennae Stubbs (semifinali)

## Tabellone

### Legenda
| - Q = Qualificato - WC = Wild card - LL = Lucky loser | - ALT = Alternate - SE = Special Exempt - PR = Protected Ranking | - w/o = Walkover - r = Ritirato - d = Squalificato |